# آلفا-سیانو-۴-هیدروکسی‌سینامیک اسید
آلفا-سیانو-۴-هیدروکسی‌سینامیک اسید (به انگلیسی: Alpha-Cyano-4-hydroxycinnamic acid) یک ترکیب شیمیایی با شناسه پاب‌کم ۶۹۳۱۲۲۸ است. شکل ظاهری این ترکیب، پودر زرد رنگ است.